# 伊斯塔博加 (阿拉巴馬州)
伊斯塔博加（英語：Eastaboga）是一個位於美國阿拉巴馬州卡爾霍恩縣和塔拉迪加縣的非建制地區。該地的面積和人口皆未知。

## 地理
伊斯塔博加的座標為33°36′21″N 86°01′17″W / 33.605833°N 86.021389°W，而該地最高點為海拔高度179米（即587英尺）。